# Coolock
Coolock är en stadsdel i Irlands huvudstad Dublin, 7 km nordost om stadens centrum. Coolock ligger 36 meter över havet och antalet invånare är 2 632.